# صدفة العظم الجبهي
صدفة العظم الجبهي (باللاتينية: Squama frontalis) قسم عمودي مسطح، تشكل الجبهة و مقدمة جوف القحف، لها و جهان : خارجي وداخلي، تتمفصل مع العظمين الجداريين بواسطة الدرز الإكليلي، وتتمفصل في كل جانب مع الجناح الصغير للوتدي في الحفرة الصدغية, كما تتمفصل مع العظم الوجني عبر الناتئ الوجني. العظم الجبهي اتصاله بالخلف مع الجداري يوجد قسم صغير نسميه الجناح الكبير للوتدي ويوحد اتصال آخر مع الوجني بالنسبة للوجني نسميه الناتئ الجبهي للوجني بينما الناتئ بالأعلى نسميه الناتئ الوجني للجبهي أي تسمى الأسماء مع ما سيتصل به ,ناتئ وجني لانه سيتتصل مع العظم الوجني لكنه بالاصل من الجبهي وبالعكس الناتئ الجبهي لانه سيتصل نع الناتئ الجبهي لكنه بالأصل من الوجني . ولدينا قسم أفقي هو الصفيحة الحجاجية. ولدينا القسم المتوضع بالوسط بين هذه الأقسام هو القسم الأنفي.